# Jambles
Jambles és un municipi francès, situat al departament de Saona i Loira i a la regió de Borgonya - Franc Comtat. L'any 2007 tenia 492 habitants.

## Demografia

### Població
El 2007 la població de fet de Jambles era de 492 persones. Hi havia 192 famílies, de les quals 48 eren unipersonals (32 homes vivint sols i 16 dones vivint soles), 60 parelles sense fills, 76 parelles amb fills i 8 famílies monoparentals amb fills.
La població ha evolucionat segons el següent gràfic:
Habitants censats

### Habitatges
El 2007 hi havia 238 habitatges, 197 eren l'habitatge principal de la família, 22 eren segones residències i 19 estaven desocupats. 221 eren cases i 17 eren apartaments. Dels 197 habitatges principals, 157 estaven ocupats pels seus propietaris, 28 estaven llogats i ocupats pels llogaters i 12 estaven cedits a títol gratuït; 2 tenien una cambra, 12 en tenien dues, 28 en tenien tres, 50 en tenien quatre i 105 en tenien cinc o més. 157 habitatges disposaven pel capbaix d'una plaça de pàrquing. A 72 habitatges hi havia un automòbil i a 109 n'hi havia dos o més.

### Piràmide de població
La piràmide de població per edats i sexe el 2009 era:
| Homes | Edats   | Dones |
| ----- | ------- | ----- |
| 0     | 95 o +  | 0     |
| 0     | 90 a 94 | 8     |
| 4     | 85 a 89 | 4     |
| 0     | 80 a 84 | 8     |
| 16    | 75 a 79 | 20    |
| 0     | 70 a 74 | 16    |
| 8     | 65 a 69 | 12    |
| 8     | 60 a 64 | 20    |
| 8     | 55 a 59 | 8     |
| 32    | 50 a 54 | 32    |
| 12    | 45 a 49 | 24    |
| 16    | 40 a 44 | 12    |
| 20    | 35 a 39 | 16    |
| 20    | 30 a 34 | 16    |
| 12    | 25 a 29 | 4     |
| 4     | 20 a 24 | 4     |
| 8     | 15 a 19 | 8     |
| 8     | 10 a 14 | 8     |
| 24    | 5 a 9   | 4     |
| 12    | 0 a 4   | 8     |

## Economia
El 2007 la població en edat de treballar era de 295 persones, 227 eren actives i 68 eren inactives. De les 227 persones actives 218 estaven ocupades (108 homes i 110 dones) i 9 estaven aturades (2 homes i 7 dones). De les 68 persones inactives 25 estaven jubilades, 19 estaven estudiant i 24 estaven classificades com a «altres inactius».

### Ingressos
El 2009 a Jambles hi havia 193 unitats fiscals que integraven 473 persones, la mediana anual d'ingressos fiscals per persona era de 22.589 €.

### Activitats econòmiques
Dels 7 establiments que hi havia el 2007, 1 era d'una empresa de fabricació d'altres productes industrials, 2 d'empreses de construcció, 1 d'una empresa de comerç i reparació d'automòbils, 1 d'una entitat de l'administració pública i 2 d'empreses classificades com a «altres activitats de serveis».
Dels 2 establiments de servei als particulars que hi havia el 2009, 1 era un guixaire pintor i 1 fusteria.
L'any 2000 a Jambles hi havia 21 explotacions agrícoles que ocupaven un total de 615 hectàrees.

## Equipaments sanitaris i escolars
El 2009 hi havia una escola elemental.

## Poblacions més properes
El següent diagrama mostra les poblacions més properes.